# Virginia Drake
Virginia Drake Escribano (España, 1957) es una escritora y periodista española.

## Trayectoria
Hija de Jesús Drake y Drake, Marqués de Eguaras.
Se licenció en periodismo en la Universidad CEU San Pablo, y en Ciencias de la Información por la Universidad Complutense de Madrid. Colabora con los suplementos semanales XLSemanal y Mujer Hoy, ambos publicados por el grupo de comunicación Vocento.
Está casada con Jaime del Alcázar y Silvela, Marqués de Peñafuente.